# 圣彼得罗-迪卡里达
圣彼得罗-迪卡里达（義大利語：San Pietro di Caridà）是意大利雷焦卡拉布里亚广域市的一个市镇。总面积47.77平方公里，人口1351人，人口密度28.3人/平方公里（2009年）。ISTAT代码为080075。